# Saint-Hilaire-sur-Erre
Saint-Hilaire-sur-Erre és un municipi francès situat al departament de l'Orne i a la regió de Normandia. L'any 2007 tenia 592 habitants.

## Demografia

### Població
El 2007 la població de fet de Saint-Hilaire-sur-Erre era de 592 persones. Hi havia 230 famílies de les quals 44 eren unipersonals (28 homes vivint sols i 16 dones vivint soles), 81 parelles sense fills, 93 parelles amb fills i 12 famílies monoparentals amb fills.
La població ha evolucionat segons el següent gràfic:
Habitants censats

### Habitatges
El 2007 hi havia 268 habitatges, 228 eren l'habitatge principal de la família, 25 eren segones residències i 14 estaven desocupats. 265 eren cases i 2 eren apartaments. Dels 228 habitatges principals, 192 estaven ocupats pels seus propietaris, 31 estaven llogats i ocupats pels llogaters i 5 estaven cedits a títol gratuït; 4 tenien una cambra, 13 en tenien dues, 44 en tenien tres, 76 en tenien quatre i 91 en tenien cinc o més. 194 habitatges disposaven pel capbaix d'una plaça de pàrquing. A 78 habitatges hi havia un automòbil i a 134 n'hi havia dos o més.

### Piràmide de població
La piràmide de població per edats i sexe el 2009 era:
| Homes | Edats   | Dones |
| ----- | ------- | ----- |
| 0     | 95 o +  | 0     |
| 0     | 90 a 94 | 0     |
| 4     | 85 a 89 | 8     |
| 0     | 80 a 84 | 4     |
| 4     | 75 a 79 | 4     |
| 8     | 70 a 74 | 8     |
| 20    | 65 a 69 | 8     |
| 16    | 60 a 64 | 24    |
| 24    | 55 a 59 | 12    |
| 8     | 50 a 54 | 28    |
| 24    | 45 a 49 | 20    |
| 24    | 40 a 44 | 8     |
| 20    | 35 a 39 | 24    |
| 24    | 30 a 34 | 12    |
| 4     | 25 a 29 | 24    |
| 4     | 20 a 24 | 4     |
| 12    | 15 a 19 | 20    |
| 20    | 10 a 14 | 20    |
| 20    | 5 a 9   | 28    |
| 20    | 0 a 4   | 20    |

## Economia
El 2007 la població en edat de treballar era de 377 persones, 292 eren actives i 85 eren inactives. De les 292 persones actives 275 estaven ocupades (145 homes i 130 dones) i 16 estaven aturades (7 homes i 9 dones). De les 85 persones inactives 37 estaven jubilades, 27 estaven estudiant i 21 estaven classificades com a «altres inactius».

### Ingressos
El 2009 a Saint-Hilaire-sur-Erre hi havia 225 unitats fiscals que integraven 582,5 persones, la mediana anual d'ingressos fiscals per persona era de 18.402 €.

### Activitats econòmiques
Dels 10 establiments que hi havia el 2007, 2 eren d'empreses de fabricació d'altres productes industrials, 2 d'empreses de construcció, 1 d'una empresa de comerç i reparació d'automòbils, 1 d'una empresa d'hostatgeria i restauració, 1 d'una empresa financera, 1 d'una empresa immobiliària, 1 d'una empresa de serveis i 1 d'una empresa classificada com a «altres activitats de serveis».
Dels 4 establiments de servei als particulars que hi havia el 2009, 1 era una oficina bancària, 1 guixaire pintor, 1 restaurant i 1 agència immobiliària.
L'any 2000 a Saint-Hilaire-sur-Erre hi havia 20 explotacions agrícoles que ocupaven un total de 810 hectàrees.

## Equipaments sanitaris i escolars
El 2009 hi havia una escola elemental integrada dins d'un grup escolar amb les comunes properes formant una escola dispersa.

## Poblacions més properes
El següent diagrama mostra les poblacions més properes.